# 埃尔莫拉尔
埃尔莫拉尔，是西班牙加泰罗尼亚塔拉戈纳省的一个市镇。总面积23平方公里，总人口294人（2001年），人口密度13人/平方公里。